# Trichogramma semblidis
Trichogramma semblidis is een vliesvleugelig insect uit de familie Trichogrammatidae. De wetenschappelijke naam is voor het eerst geldig gepubliceerd in 1898 door Aurivillius.